# Buccaneers de Charleston Southern
Les Buccaneers de Charleston Southern sont les équipes sportives qui représentent l'université de Charleston Southern (en) (CSU). Ils participent à la division I de la National Collegiate Athletic Association (NCAA) en tant que membre de la Big South Conference. Charleston Southern regroupe des équipes sportives dans 16 sports, 7 pour hommes et 9 pour femmes. L'équipe de football évolue dans la Division I Football Championship Subdivision (FCS), anciennement division I-AA.

## Équipes sportives
La CSU participe à la NCAA dans les sports suivants : 
Sports pour hommes
- Baseball
- Basketball
- Cross-country
- Football américain
- Golf
- Athlétisme

Sport féminin
- Basketball
- Cross-country
- Golf
- Athlétisme
- Football
- Softball
- Tennis
- Volley-ball

 En 2008, CSU a mis fin à son programme de tennis pour hommes, qui connaît un vif succès, afin de réaffecter des fonds à d'autres sports. Le CSU avait auparavant mis en place une équipe de football masculine. 

## Installations sportives
- Buccaneer Field (en) - la maison du programme de football américain. Ouvert en 1970, elle a une capacité de 4 000 spectateurs.
- CSU Field House (en) - domicile des équipes de basketball masculin et féminin. Elle a une capacité de 881 spectateurs. C'est la 2e plus petite arène de la division I.
- Buccaneer Ballpark (en) - la maison du programme de baseball. Il a une capacité de 1 500 spectateurs.

## Football américain

### Rivalité avec les Chanticleers de Coastal Carolina
Ces deux écoles se sont rencontrées pour la première fois sur le terrain de football en 2003 et la rivalité est grande depuis que les Buccaneers ont battu les Chanticleers 34-27 en 2005 pour remporter ex-aequo le Big South Championship que Coastal Carolina avait déjà en poche. CSU a remporté le premier jeu blanc de la série avec une victoire de 24-0 en 2008. 
Les Chanticleers mènent la série 8-6.
- 2016 - CSU @ Coastal - W, 59-58
- 2015 - Coastal @ CSU - W, 33-25
- 2014 - CSU @ Coastal - L, 43-22
- 2013 - Coastal @ CSU - W, 31-26
- 2012 - CSU @ Coastal - L, 41-20
- 2011 - Coastal @ CSU - L, 45-38
- 2010 - CSU @ Coastal - L, 70-3
- 2009 - Coastal @ CSU - W, 30-23
- 2008 - CSU @ Coastal - W, 24-0
- 2007 - Coastal @ CSU - L, 41-2
- 2006 - CSU @ Coastal - L, 31-17
- 2005 - Coastal @ CSU - W, 34-27 (2 OT)
- 2004 - CSU @ Coastal - L, 56-28
- 2003 - Coastal @ CSU - L, 48-14

### Charleston Southern vs FBS
| Année                                  | Adversaire FBS                | Résultat | Conférence des adversaires | Entraîneur principal de l'adversaire | Entraîneur-chef de Charleston Southern |
| -------------------------------------- | ----------------------------- | -------- | -------------------------- | ------------------------------------ | -------------------------------------- |
| 2016                                   | Seminoles de Florida State    | L, 52-8  | ACC                        | Jimbo Fisher                         | Jamey Chadwell                         |
| 2015                                   | Crimson Tide de l'Alabama     | L, 56-6  | SEC                        | Nick Saban                           | Jamey Chadwell                         |
| 2015                                   | Trojans de Troy               | L, 44-16 | SBC                        | Neal Brown                           | Jamey Chadwell                         |
| 2014                                   | Bulldogs de la Géorgie        | L, 55-9  | SEC                        | Mark Richt                           | Jamey Chadwell                         |
| 2014                                   | Commodores de Vanderbilt      | L, 21-20 | SEC                        | Derek Mason                          | Jamey Chadwell                         |
| 2013                                   | Buffaloes du Colorado         | L, 43-10 | Pac-12                     | Mike MacIntyre                       | Jamey Chadwell                         |
| 2012                                   | Fighting Illini de l'Illinois | L, 44-0  | Big Ten                    | Tim Beckman                          | Jay Mills                              |
| 2011                                   | Knights de l'UCF              | L, 62-0  | C-USA                      | George O'Leary                       | Jay Mills                              |
| 2011                                   | Seminoles de Florida State    | L, 62-10 | ACC                        | Jimbo Fisher                         | Jay Mills                              |
| 2010                                   | Wildcats du Kentucky          | L, 49-21 | SEC                        | Joker Phillips                       | Jay Mills                              |
| 2010                                   | Rainbow Warriors d'Hawaï      | L, 66-7  | WAC                        | Greg McMackin                        | Jay Mills                              |
| 2009                                   | Bulls de South Florida        | L, 59-0  | Big East                   | Jim Leavitt                          | Jay Mills                              |
| 2009                                   | Gators de la Floride          | L, 62-3  | SEC                        | Urban Meyer                          | Jay Mills                              |
| 2008                                   | Redhawks de Miami             | L, 38-27 | MAC                        | Don Treadwell                        | Jay Mills                              |
| 2008                                   | Hurricanes de Miami           | L, 52-7  | ACC                        | Randy Shannon                        | Jay Mills                              |
| 2007                                   | Rainbow Warriors d'Hawaï      | L, 66-10 | WAC                        | June Jones                           | Jay Mills                              |
| 2003                                   | Bulls de South Florida        | L, 55-7  | Big East                   | Jim Leavitt                          | Jay Mills                              |
| 2002                                   | Bulls de South Florida        | L, 56-6  | Big East                   | Jim Leavitt                          | David Dowd                             |
| Charleston Southern 0 - FBS Schools 17 |                               |          |                            |                                      |                                        |